# Григорије Чудотворац
Свети Григорије Чудотворац познат и као Григорије Неокесаријски (грч. Γρηγόριος Νεοκαισαρείας) (213--270) је православни светитељ, учитељ цркве, први епископ Неокесарије Понтијске (Мала Азија) и оснивач Цркве у Кападокији.
Рођен је у Неокесарији око 213. године у угледној паганској породици. Рођено име му је било Теодор, а након што се крстио узео је име Григорије. У родном граду изучавао је право и реторику. У Кесарији палестинској упознао се са Оригеном. Слушајући његова предавања у познатој Александријској школи, крстио се и остао је да га слуша још пет година (233-238). Пре одласка из школе, одржао је свој чувени Похвални говор Оригену. Неколико година касније, Григорије је устоличен за епископа Неокесарије. У епископској служби истакао се као снажна личност, с великим способностима за организовање црквеног живота, био је и велики подвижник и чудотворац.
Његово житије написао је Свети Григорије Ниски.
Познат је и по свом учењу о Светој Тројици, које су касније користили и Свети Оци Цркве: Василије Велики, Григорије Богослов и Григорије Ниски, њега је после проучио и потврдио и Први васељенски сабор (325).
Када је почело прогонство хришћана под царем Децијем Трајаном (249-251), свети Григорије је одвео своје вернике у удаљену планину. Међутим, један незнабожац их је пријавио прогонитељима, и војници су опколили планину. Светитељ је предавши упутства свом ђакону, отишао на отворено место, подигао своје руке ка небу, и почео да се моли Богу. Војници су претражили планину неколико пута, пролазећи поред Хришћана, не видевши их, тако да су коначно одустали у потрази и отишли. По повратку у град, рекли су да на планини нема никога и да само два дрвета стоје једно наспрам другог. Незнабожац који је издао место скривања Хришћана се прво изненадио, а онда поверовавши у Христа и сам се обратио у хришћанство.
По престанку прогонстава, Свети Григорије се вратио у Неокесарију. Успоставио је дане прослављања мученика који су пострадали за Христа. У то време се почело ширити лажно учење Павла Самосатског, патријарха Антиохије. Та јерес је погрешно учила о суштини Свете Тројице и суштини Бога Оца. Осуђена је на помесном сабору у Антиохији (265), где је учествовао и Свети Григорије.
Одличним пастирским вођством, ефектним проповедима, чудима и благословима, број хришћана у граду је непрекидно растао, тако да је на крају у њему опстало само 17 незнабожаца. По доласку Светог Григорија на место епископа, у граду је било свега 17 Хришћана.
Умро је у дубокој старости, у време цара Аурелијана.

## Књижевна дела
Неколико Григоријевих дела сачувано је у целости:
- Похвални говор Оригену - највећа вредност овог панегирика је у опису Оригеновог учитељског рада;
- Изложење вере - дело у којем даје исправно учење Цркве ο Светој Тројици, не понављајући ни једну од Оригенових заблуда;
- Канонска посланица - писмо упућено неком непознатом Епископу на његово тражење у коме Григорије даје савете месном Епископу за успостављање здравог Црквеног поретка;
- Парафраза на Еклисијасте (Књига проповедникова) - у Мињовој Патрологији погрешно се приписује Григорију Богослову;
- Ο нестрадалности и страдалности Бога - дело у коме писац износи своје мишљење да Бог не може да страда, али је слободан у одлучивању; будући слободан, Син Божији је добровољно пострадао, али својим страдањем Он је победио смрт тако да је управо његово страдање открило Његову нестрадалност; ово дело је опстало у преводу на сиријски језик.

Православна црква прославља светог Григорија 17. новембра по јулијанском календару.